# إيفلين عقاد
إيفلين عقاد (ولدت في 6 أكتوبر 1943) هي معلمة وكاتبة لبنانية المولد تعيش في الولايات المتحدة وفرنسا ولبنان.

## مسيرتها وحياتها
عقاد ابنة لأم سويسرية (سوزان ستودلر) وأب من أصول لبنانية ومصرية (فؤاد عقاد). ولدت في بيروت عام 1943 ونشأت في لبنان وهاجرت إلى الولايات المتحدة في أوائل الستينيات. تلقت تعليمها في كلية بيروت للبنات، وكلية أندرسون، وجامعة بول ستايت، وجامعة إنديانا بلومنغتون، وحصلت على درجة الدكتوراه في الأدب المقارن من تلك الأخيرة. درّست عقاد في كلية بيروت الجامعية عامي 1978 و1984 وفي جامعة نورث وسترن عام 1991. وهي أستاذة فخرية في الدراسات الفرانكفونية والعربية والأفريقية ودراسات الشرق الأوسط والمرأة والأدب المقارن في جامعة إلينوي في أوربانا شامبين والجامعة اللبنانية الأمريكية في بيروت.
نشرت روايتها الأولى "L'Excisée" (المستأصلة) عام 1982. تمت ترجمتها إلى اللغة الإنجليزية باسم The Excised في عام 1989. تتناول هذه الرواية ختان الإناث بالمعنى الجسدي والمجازي.
عرفت إيفلين في 2 مارس عام 1994 أنها مصابة بسرطان الثدي، والذي لم يصب به أحد قبلها من عائلتها، وفي كتابها «سفر في بلاد السرطان» تروي وتدون مذكرات رحلاتها في عالم المرض والعلاج. وتتخلل مذكراتها قصص، أشعار، تأملات، ذكريات من ماضي ما قبل السرطان. تحدثت عن أن الهورمونات التي وصفتها لها طبيبتها لتتجنب ترقق العظم، تسبب لها نزيفاً قوياً، وتحجراً في الثدي، وسرطاناً.
على الرغم من أن لها أسلوبها الأدبي الفريد، إلا أن عقاد تأثرت بشدة بالكاتبة الفرنسية المولودة في مصر أندريه شديد والكاتبة المصرية نوال السعداوي.

### حياتها الشخصية
تركت إيفلين لبنان في التاسعة عشرة من العمر «رفضاً لزواج إجباري فرضه أهلي عليها»، وسافرت إلى أميركا. عملت في شركة طيران الشرق الأوسط، ولكنها تحدثت عن تعلقها بلبنان قائلة: «قلبي بقي في لبنان ولم يفارقه، فأنا أعشق هذا البلد بكل تناقضاته وأزماته وواقعه الجميل حيناً والمرير أحياناً... قبيل بداية الحرب عدت إلى لبنان، لكن كان من الصعب علي البقاء فيه، بسبب الأحداث». تزوجت إيفلين من رجل أميركي ثم «واجه زواجها ظروف كثيرة» حسب وصفها، مما دفعها إلى الانفصال عن زوجها، ثم بعد فترة ارتبطت بأستاذ جامعي فرنسي كان زميلها في جامعة إيلينوي ولديه صحيفة فرنسية بعنوان Peuples Mediterannéens وعاشت معه 33 سنة، وبعد وفاته، صارت تتنقل بين لبنان وفرنسا وأميركا.

## أعمالها
- أفيون المذبحة (1988)[11]
- كلمات تجرح (1993)، صدرت النسخة الإنجليزية بعد 3 سنوات.[12][13]
- دراسات في الأدب المصري، باريس، 1997.[14]
- كاتبات أجنبيات في القرن العشرين، 1978.[15]
- أخبار من مصر، باريس، 1997.[16]

- حجاب العار: دور المرأة في الأدب المعاصر لشمال إفريقيا والعالم العربي (1978)؛[17] حصل على جائزة المعلم الدولي[18]
- الجنسانية والحرب: الأقنعة الأدبية للشرق الأوسط (1990)[19]
- النساء والرجال والحرب (1993)؛ حصل على الجائزة الأدبية الفرنسية اللبنانية[18][20]
- سفر في بلاد السرطان، دار الفارابي، بيروت (2016)؛[21] حصل على جائزة فينكس للأدب؛ جاءت النسخة الإنجليزية بعنوان The Wounded Breast: Intimate Flight Through Cancer (2001).[12]
- أندريه شديد أحبك: تحية وذكريات ورسائل، باريس، 2013.[22]

## كتب عنها
- عن إيفلين عقاد: مقالات في الأدب والنسوية والدراسات الثقافية، 2007.[23]

## وصلات خارجية
- مقال لها عن انفجار بيروت 2020.